# Hans Thewissen
Hans Thewissen, född 1959 i 
Roerdalen i Nederländerna är en amerikansk paleontolog som bland annat är känd för att ha kartlagt betydande delar av valarnas och deras förfäders släktträd.